# Idaho Falls
Idaho Falls [ˈaɪdəhoʊ ˈfɔːls] ist eine Stadt im US-Bundesstaat Idaho.

## Geographie
Sie liegt in der Snake River Plain, ist County Seat von Bonneville County und ist mit  64.818 Einwohnern (Stand: Volkszählung 2020 des U.S. Census Bureau) die viertgrößte Stadt Idahos.

## Geschichte
1865 baute James Madison Taylor, genannt „Matt Taylor“, eine Mautbrücke über den Snake River, die als „Taylor’s Bridge“ bekannt wurde und eine zuvor etwas stromaufwärts verkehrende Fähre ablöste. Um die Brücke herum siedelten sich eine Bank, ein Hotel und andere Infrastruktur an. Ab 1872 nannte sich der Ort Eagle Rock und bekam 1891 seinen heutigen Namen, Idaho Falls, nach den Wasserfällen unter der Brücke. Die Kirche Jesu Christi der Heiligen der Letzten Tage (Mormonen) errichtete hier von 1937 bis 1941 ihren achten Tempel, den Idaho-Falls-Idaho-Tempel.

## Wirtschaft und Infrastruktur
Die Stadt ist stark von Landwirtschaft geprägt. 1949 gründete die United States Atomic Energy Commission (AEC) in der angrenzenden Wüste das Idaho National Laboratory (INL), eine nukleartechnische Forschungseinrichtung. Außerdem gibt es eine Außenstelle der Idaho State University (ISU).
In den letzten Jahrzehnten hat der Handel, das Dienstleistungsgewerbe und der Tourismus an Bedeutung gewonnen und zum Aufschwung der Region beigetragen. Mit einer Arbeitslosigkeitsrate von 2,5 % herrscht in Idaho Falls Vollbeschäftigung (Stand Februar 2019).
Idaho Falls liegt an der in Nord-Süd-Richtung verlaufenden Interstate 15 und am U.S. Highway 91.

## Demografie
Nach einer Schätzung von 2019 leben in Idaho Falls 62.888 Menschen. Die Bevölkerung teilt sich 2017 auf in 80,7 % nicht-hispanische Weiße, 0,5 % Afroamerikaner, 0,5 % amerikanische Ureinwohner, 1,2 % Asiaten, 0,2 % Ozeanier und 1,9 % mit zwei oder mehr Ethnizitäten. Hispanics oder Latinos aller Ethnien machten 14,8 % der Bevölkerung aus. Das mittlere Haushaltseinkommen lag bei 48.489 US-Dollar und die Armutsquote bei 14,8 %.
| Jahr | Einwohner¹ |
| ---- | ---------- |
| 1950 | 19.218     |
| 1960 | 33.161     |
| 1970 | 35.776     |
| 1980 | 39.739     |
| 1990 | 43.929     |
| 2000 | 50.730     |
| 2010 | 56.813     |
| 2020 | 64.818     |

¹ 1950 – 2020: Volkszählungsergebnisse

## Söhne und Töchter der Stadt
- David Worth Clark (1902–1955), Politiker
- Mary Kornman (1915–1973), Schauspielerin
- John Foreman (1925–1992), Filmproduzent
- Theodore Kuwana (1931–2022), Chemiker und Hochschullehrer
- Richard M. Christensen (1932–2024), Ingenieur
- Mike Crapo (* 1951), Politiker und Senator
- Dan Dockstader (* 1958), Politiker
- Kevin Kantee (* 1984), Eishockeyspieler
- Emily Sandifer (* 1985), Schauspielerin, Filmschaffende und Fotografin
- Jessika Jenson (* 1991), Snowboarderin